# Kostel svatého Františka Serafinského (Choceň)
Kostel svatého Františka Serafinského je římskokatolický farní kostel v centru města Choceň v Pardubickém kraji.

## Farnost
Duchovní správou kostele je pověřena Římskokatolická farnost – děkanství v Chocni.
V kostele se konají pravidelné bohoslužby.

## Galerie

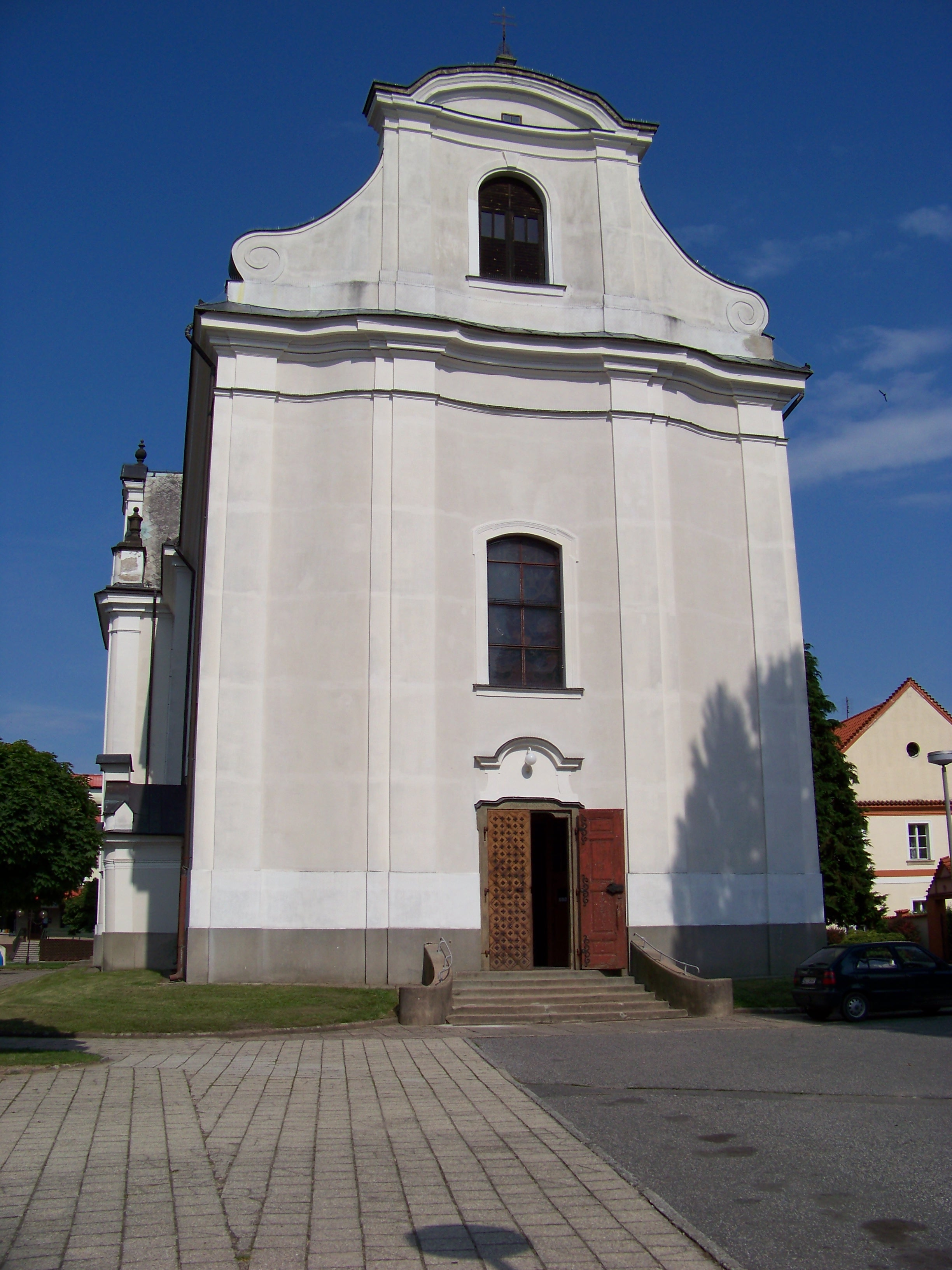
Vchod do kostela orientovaný na západ
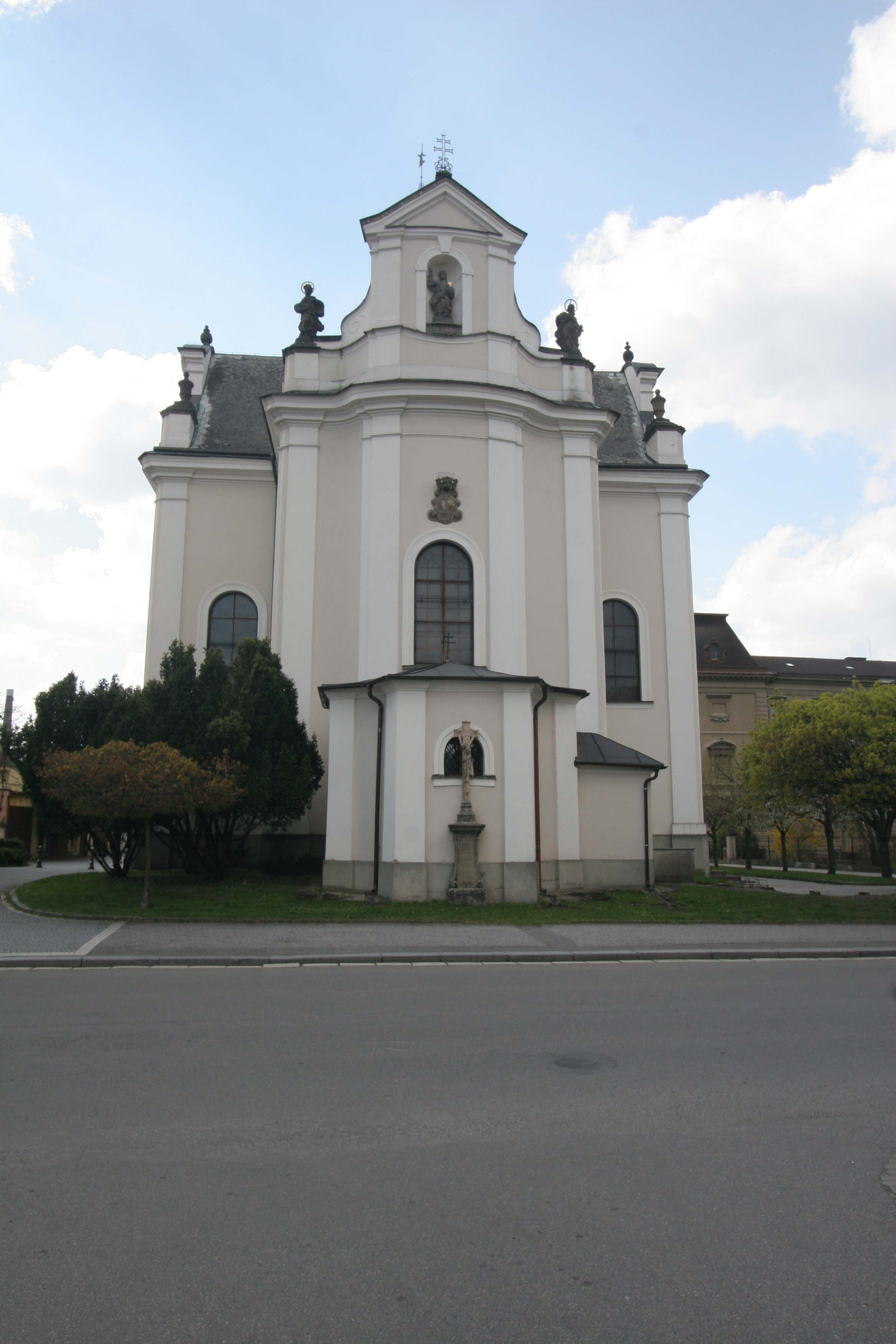
Oltář kostela je orientován na východ